# Zakłady Farmaceutyczne Polpharma

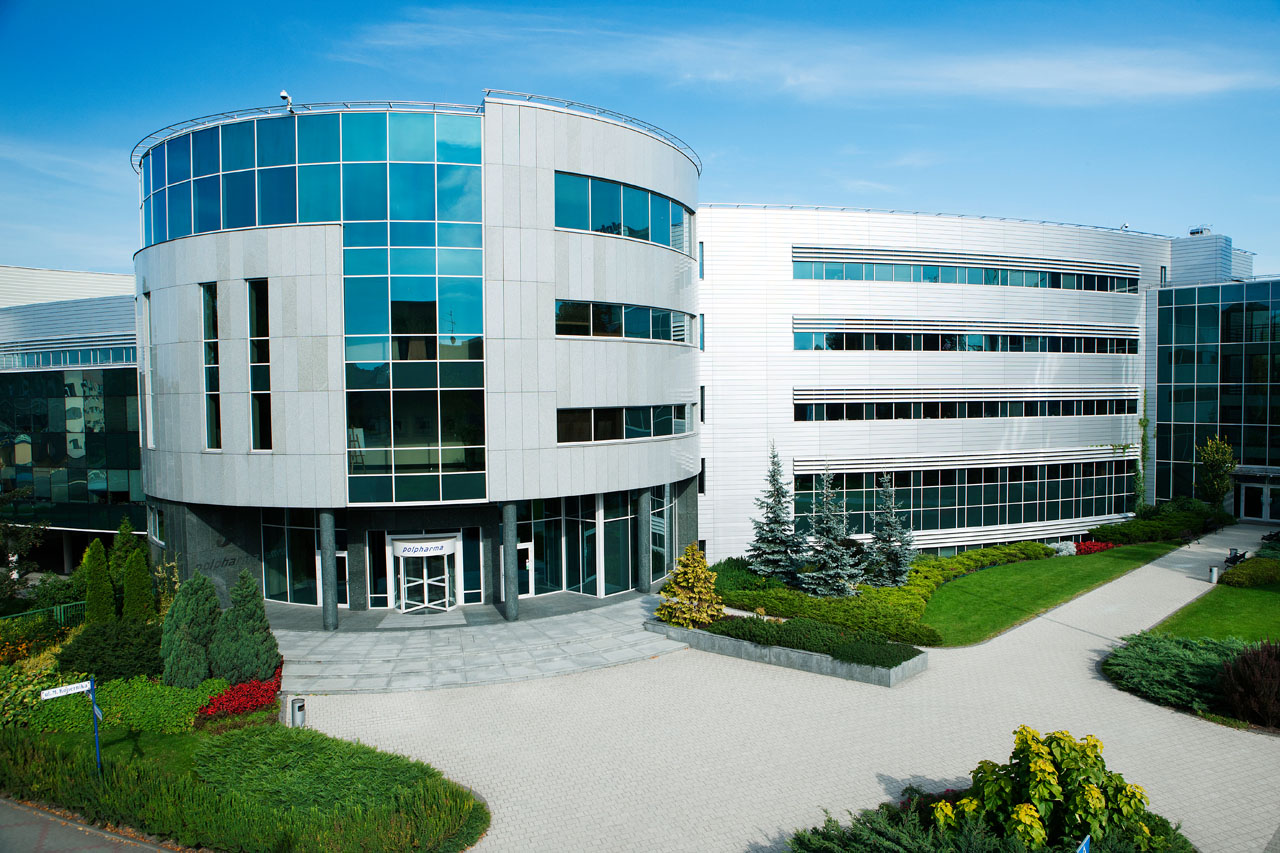
Zakłady Farmaceutyczne Polpharma SA

Zakłady Farmaceutyczne Polpharma S.A. – polskie przedsiębiorstwo farmaceutyczne z siedzibą w Starogardzie Gdańskim. Producent leków znajdujących zastosowanie w kardiologii, gastroenterologii i neurologii. Wytwarza również leki dostępne bez recepty (OTC).

## Historia
Przedsiębiorstwo zostało założone w roku 1935, jako polska Fabryka Chemiczno-Farmaceutyczna „Polpharma”, po czym zakład uległ znacznemu zniszczeniu w czasie II wojny światowej. Zrujnowane fabryki znacjonalizowano i odbudowano w latach 1945–1949. W roku 1951 przeprowadzono reformę i zmieniono przedsiębiorstwo w Starogardzkie Zakłady Farmaceutyczne. W roku 1959 stało się ono częścią Zjednoczenia Przemysłu Farmaceutycznego „Polfa”. Firmie przywrócono dawną nazwę „Polpharma” 1 grudnia 1995, wraz z przekształceniem jej w jednoosobową spółkę Polpharma SA, będącą własnością Skarbu Państwa.
Spółka została sprywatyzowana 20 lipca 2000 przy udziale polskiego kapitału. Od tego czasu głównym udziałowcem jest Spectra Holding, należąca do Jerzego Staraka. Od 2001 za promocję produktów i sprzedaż leków odpowiedzialne jest Biuro Handlowe Polpharma z siedzibą w Warszawie. W roku 2012 Polpharma zakupiła większościowy pakiet akcji Polfy Warszawa S.A.
W 2018 Polpharma była obecna na 35 rynkach, w wyniku czego niemal 50% przychodów pochodziło z transakcji międzynarodowych. Grupa posiada 7 zakładów produkcyjnych zlokalizowanych w Polsce, Rosji i Kazachstanie, a także siedem ośrodków badań i rozwoju. Polpharma ok. 20% przychodów przeznacza na inwestycje, badania i rozwój. Cała grupa zatrudnia ok. 7,5 tys. osób, w tym 4,7 tys. w Polsce.
21 marca 2022 Yale School of Management (YCM) umieściła Polpharmę – jedyną spółkę powiązaną z polskim kapitałem – wśród 36 światowych firm, które „przeciwstawiają się żądaniom wyjścia z Rosji lub ograniczenia tam aktywności”.

## Promocja sportu
Od roku 2000 Polpharma jest sponsorem klubu koszykarskiego Polpharma Starogard Gdański. Jest też organizatorem imprez sportowych, np. „Polpharma Streetball Jam by DML”.